# City View (South Carolina)
City View (Byudsigt på dansk) er et kommunefrit område i Greenville County, South Carolina. City View har en befolkning på 1.254 indbyggere.

## Geografi
City View har et areal på 1.4km².